# Euston (Nowa Południowa Walia)
Euston – miasto w Australii, w stanie Nowa Południowa Walia.